# De blauwen in de mist
De blauwen in de mist is het 52ste Blauwbloezen-album uit 2008, van tekenaar Willy Lambil en scenario van Raoul Cauvin.

## Verhaal
Een legergarnizoen van de Noordelijken, onder leiding van Generaal Joe Hooker, staat op het punt een berg in te nemen op de Zuidelijken in Tennessee, maar niet zonder versterking van de generaal Grant. Dan komen Blutch en Chesterfield een brief brengen waarin staat dat de versterking niet mogelijk is. Generaal Hooker krijgt hierdoor een woede-uitbarsting en beveelt het net aangekomen tweetal te blijven en de berg te inspecteren. Met tegenzin gaan de twee de berg op, ze worden dan al gauw ontdekt en weten net te ontsnappen. Nadat er verslag is uitgebracht komt er plotseling mist opzetten; de Generaal ziet dit als het perfecte moment om tot de aanval over te gaan. Al gauw raken de soldaten elkaar kwijt, waardoor ze moeten terugtrekken, waarna ze afspreken om een wachtwoord te gebruiken, dat ook al gauw mislukt.
Als Hooker weer een woedeaanval heeft, besluit hij over te gaan op artillerie en bestookt de berg met alle mogelijkheden. Als de mist is opgetrokken ziet hij echter zijn compagnon Walker op de berg staan, en blijkt dat hij zijn eigen garde onder vuur heeft genomen, terwijl de Zuidelijken hun toevlucht hebben genomen in een nabijgelegen dal. Weer krijgt Hooker een driftbui, enkel Blutch durft hem te naderen om te vragen of hij weer mag vertrekken, waarna de generaal nog driftiger wordt. Blutch krijgt daarna een woedeaanval vanjewelste, waardoor de generaal constateert dat Blutch geschift is, en hem laat vertrekken onder toezicht van Chesterfield.

## Personages
- Blutch
- Sergeant Chesterfield
- Generaal Joe Hooker
- Walker